# Justizzentrum Würzburg

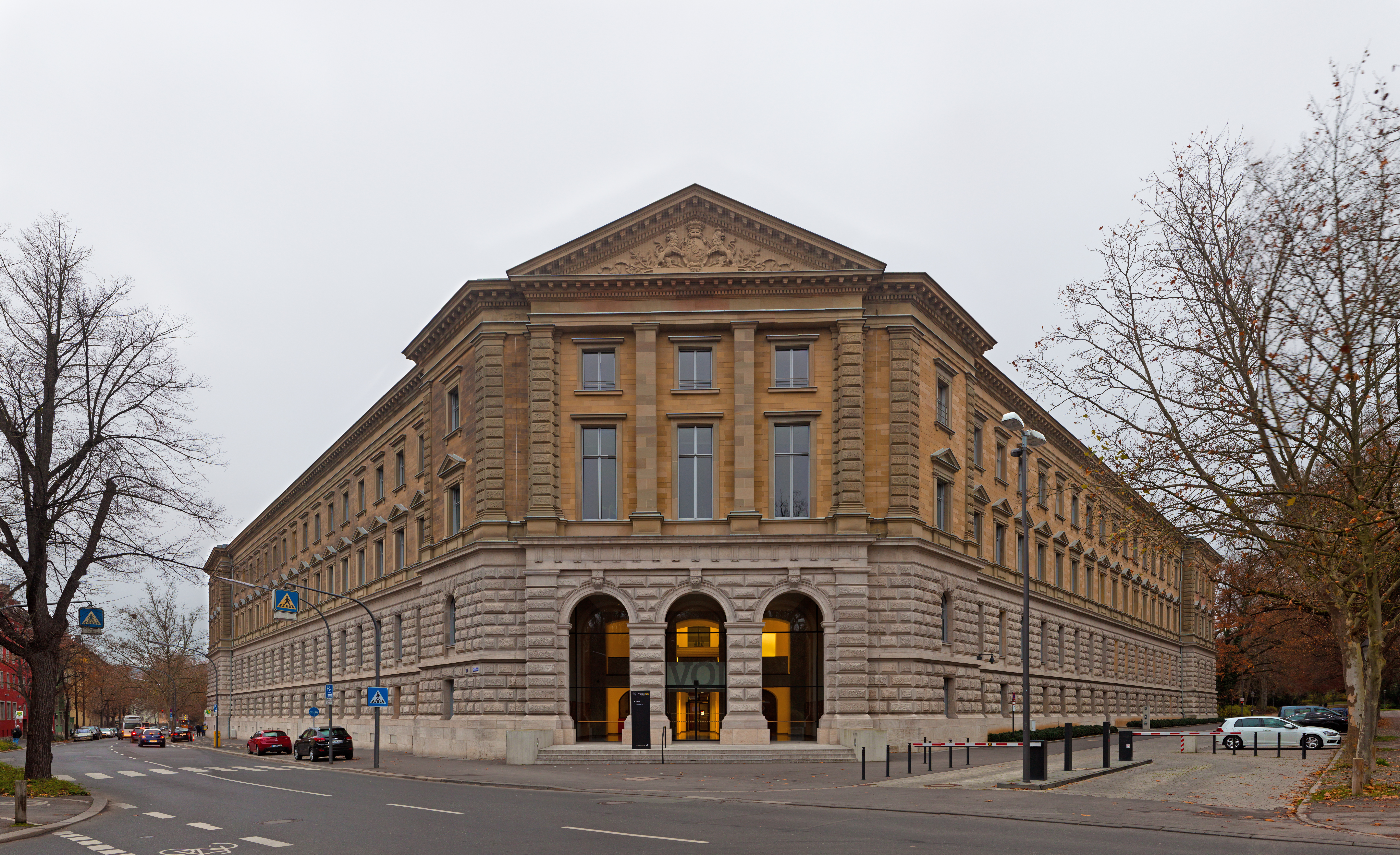
Das Amts- und Landgericht im 1892 erbauten Justizpalast

Im Justizzentrum Würzburg in der Ottostraße 5 sind das Amtsgericht Würzburg und das Landgericht Würzburg untergebracht.

## Geschichte

### Bayerische Landgerichte älterer Ordnung
Im Gebiet um Würzburg entstanden 1804 nach der Säkularisation des Hochstifts Würzburg durch Bayern die Landgerichte älterer Ordnung „Würzburg links des Mains“ in Ochsenfurt und „Würzburg rechts des Mains“ in Röttingen sowie das „Stadtgericht Würzburg“. 1806 kam das Gebiet an das Großherzogtum Würzburg, mit dem es aber 1814 wieder an Bayern zurückfiel. 1840 wurde das Landgericht Röttingen nach seinem Amtssitz in Landgericht Aub umbenannt.
Die Landgerichte älterer Ordnung waren im Königreich Bayern Gerichts- und Verwaltungsbehörden, die 1862 in ihrer Funktion als Verwaltungsbehörden von den Bezirksämtern und 1879 in ihrer Funktion als Gerichte von den Amtsgerichten abgelöst wurden. Die bisherigen Land- und Stadtgerichte wurden in Amtsgerichte umgewandelt, so entstanden das Amtsgericht Würzburg I (aus dem Stadtgericht Würzburg) und das Amtsgericht Würzburg II (aus dem Landgericht Würzburg älterer Ordnung).

### Inkrafttreten des Gerichtsverfassungsgesetz 1879
Nach Inkrafttreten des Gerichtsverfassungsgesetzes 1879 wurde ein Landgericht im heutigen Sinn gebildet. Vorläufer war das 1857 gegründete Bezirksgericht Würzburg.
Die Zusammenlegung der Amtsgerichte Würzburg I und II erfolgte im Jahr 1892 mit der Einweihung des Würzburger Justizpalasts. Dabei wurde auch das Landgericht in diesem untergebracht.

## Gerichtsgebäude

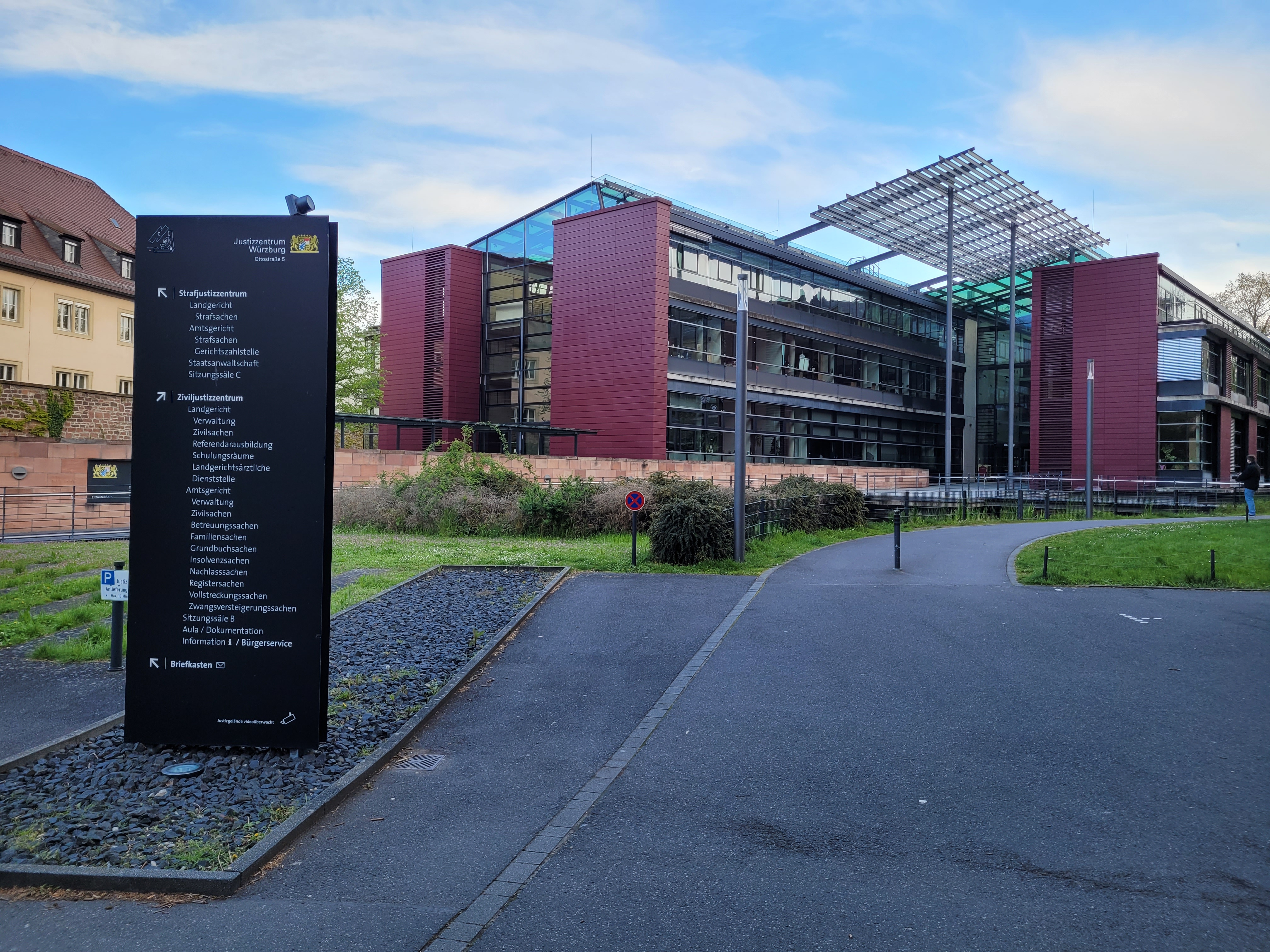
Strafjustizzentrum Würzburg im 2004 hierfür errichteten Gebäude

Das Landgericht, bis zum Abriss des Gebäudes 1894 am Kürschnerhof gelegen, ist auf mehrere Gebäude aufgeteilt. Das Amts- und Landgericht wurden im 1892 neu erbauten Justizpalast untergebracht. Das im Jahr 2004 errichtete Strafjustizzentrum befindet sich in der Ottostraße 5. Die Zivilprozesse werden seit Ende Juli 2010 wieder im Justizpalast (direkt neben dem Strafjustizzentrum), welcher seit 2004 komplett entkernt und modernisiert wurde, sowie in dessen Sitzungssaalanbau verhandelt. Zuvor war dieser Teil des Landgerichts in ein Gebäude in der Mergentheimer Straße 20–22 ausgelagert.